# Novosilske
Novosilske (ucraniano: Новосільське) es una localidad del Raión de Izmail en el óblast de Odesa del sur de Ucrania.

## Historia
Tras el Tratado de París de 1856, que concluyó la Guerra de Crimea, Rusia devolvió a Moldavia una franja de tierra al suroeste de Besarabia (conocida como Cahul, Bolgrad e Izmail). Después de las pérdiads territoriales, Rusia no ha tenido acceso hasta el río Danubio. Después de la unificación de Moldavia y Rumania en 1859, este territorio formó parte del nuevo estado de Rumania (hasta 1866 llamada "Principados Unidos de Valaquia y Moldavia". Tras el Tratado de Paz de Berlín de 1878 luego de la finalización de la Guerra Ruso-Turca (1877-1878), Rumania se vio obligado a ceder el territorio de Rusia.
En el siglo XIX, según el censo realizado por las autoridades zaristas en 1817, Novosilske era parte del condado de Reni Izmail.
Después de la unificación de Besarabia con Rumania el 27 de marzo de 1918, Novosilske formó parte de Rumania en el condado de Reni Izmail. Para entonces, la mayoría de la población era rumana. El censo de 1930 mostró que de los 2.933 habitantes de la aldea, 2.848 eran rumanos (97,1%), 62 eran búlgaros (2,11%), 19 eran rusos (0,06%), 2 de Gagauz, 1 griego y 1 turco.
Tras el Pacto Ribbentrop-Molotov (1939), Besarabia, Bucovina del norte y Herta fueron anexados a la Unión Soviética el 28 de junio de 1940. Después de que Besarabia fue ocupada por los soviéticos, Besarabia se rompió en tres partes. Así, el 2 de agosto de 1940, la República Socialista Soviética de Moldavia se formó, y el sur (condados de Rumania: Izmail y White Castle) y norte (Condado Hotin) de Besarabia y el norte de Bucovina y Herta fueron reasignados a la RSS de Ucrania. El 7 de agosto de 1940, el óblast de Izmail fue creado, formado por los territorios en el sur de Besarabia y fueron reasignados a la RSS de Ucrania.
Durante 1941 a 1944, todos los territorios anexos anteriormente a Rumanía estaban de vuelta en la Unión Soviética. Luego, los tres territorios se han vuelto a ocupar por la Unión Soviética en 1944, acabando en su incorporación de la RSS de Ucrania, bajo la organización territorial presentada después de la anexión por Stalin en 1940, cuando Besarabia se rompió en tres partes.
En 1954, el óblast de Izmail fue cerrado, y las localidades se han incluido en el óblast de Odesa.
Desde 1991, el pueblo es parte del Raión de Reni de la Ucrania independiente en la óblast de Odesa. En la actualidad, el pueblo tiene 3.572 habitantes, sobre todo moldavos.